# Astragalus boeticus
Espèce
Classification APG III (2009)
Astragalus boeticus est une espèce de plantes à fleurs de la famille des Fabaceae. C'est une plante herbacée trouvée en Afrique du nord, en Europe et en Asie.

## Description
Cette astragale est une plante herbacée annuelle.

## Répartition et habitat
Son aire de répartition couvre l'Afrique du Nord, le Moyen-Orient, le sud de l'Europe et atteint l'Iran vers l'est.

## Nomenclature et systématique
Cette espèce a reçu d'autres appellations, synonymes mais non valides :
- Astragalus baeticus L.
- Astragalus baeticus sensu auct.
- Astragalus uncinatus Bertol.
- Astragalus uncinatus Moench
- Tragacantha boetica (L.) Kuntze
- Triquetra boetica (L.) Medik.

## Statut de protection
En France, l'espèce est protégée en Corse.